# 마블 퍼즐 퀘스트
마블 퍼즐 퀘스트(Marvel Puzzle Quest)는 데미어그 스튜디오(Demiurge Studios)가 개발하고 D3 Go!에서 퍼블리싱한 2013년 퍼즐 게임이다. 퍼즐 퀘스트 시리즈의 네 번째 작품인 이 게임은 마블 세계를 배경으로 한 무료 플레이, 매치 3, 보석으로 장식한 스타일의 퍼즐 전투 게임으로, 344명의 플레이, 잠금 해제 및 모집 가능한 마블 캐릭터가 등장한다.
iOS용 앱 스토어 (iOS/iPadOS), 안드로이드 (운영체제)용 구글 플레이, 마이크로소프트 윈도우용 스팀 (서비스)에서 무료로 다운로드할 수 있다. 웨이포워드 테크놀로지스에서 개발한 게임의 고화질 포트는 2015년 플레이스테이션 3, 플레이스테이션 4, 엑스박스 360에 출시되었고, 2016년에는 엑스박스 원에 출시되었다. 이 게임은 2016년 아마존 킨들에 출시되었다.